# Ko pridejo angelčki

## O avtorju
Mladinski pisatelj Dim Zupan se je rodil 19. februarja 1946 v Ljubljani. Po končani osnovni šoli je šolanje nadaljeval na gimnaziji in se nato vpisal na Pravno fakulteto v Ljubljani. Čeprav je po poklicu pravnik, od leta 1992 dalje ustvarja kot samostojni kulturni delavec.
S pisanjem se je začel ukvarjati pozno. Njegovo prvo mladinsko delo se imenuje Trije dnevi Drekca Pekca in Pukca Smukca. Knjiga je doživela dober odziv bralcev, zato je nadeljeval s pisanjem in skupaj je izšlo pet knjig.
Dim Zupan je do danes izdal dvajset knjig, med njimi tudi dve za odrasle: Temna zvezda smrti in Žametni soj. Leta 1997 je prejel Levstikovo nagrado za knjigo Leteči mački.

## Vsebina knjige
Knjiga Ko pridejo angelčki je izšla leta 2004 pri Zadrugi Novi Matajur. Delo je ilustrirala Alenka Sottler.
Knjiga je razdeljena na deset kratkih zgodbic, ki pripovedujejo o bratu in sestri in njunih dogodivščinah. Tako se posamezne zgodbe dogajajo v različnih okoljih: doma med bloki, med šolo in igriščem, ob praznikih, počitnicah. 
V knjigi nastopata osem letni Tine in šestletna Maja, starša in starejši brat Miha, ki pa ni velikokrat omenjen.
Opisuje različne družinske dogodke, tako pozitivne stvari kot tudi posamezne spodrsljaje obeh glavnih junakov. Od pričakovanja silvestrske noči, postavljanja sneženega moža, pustovanja, prvih simpatij, tetine smrti, do letovanja na morju in še marsičesa.

Tu je le nekaj zgodbic iz knjige:
Horuk v novo leto - Ta zgodba govori o Majinem pričakovanju novega leta. To je njeno prvo leto, ko bi lahko dočakala polnoč. Prejšnja leta sta z bratom vedno odhajala k babici. Bila je vsa vesela in polna pričakovanj, tako da že dan prej ni mogla zaspati. Bolj ko se je ura bližala polnoči, bolj je Maja postajala zaspana. In zaspala. Ko se je prebudila, je videla, da je že dan in začela je jokati na ves glas, saj je ugotovila, da je vse skupaj prespala.
Ko pridejo angelčki - Ta zgodba opisuje, kako si otroci razlagajo smrt in nebesa. Mami je umrla sestra Blanka. Majo je zanimalo, če jo bo še kdaj videla. Mama ji je poskušala razložiti, da je ne bo več videla, saj so po njo prišli angelčki in jo odpeljali v nebesa. Maja zato ni razumela, zakaj so vsi tako žalostni, saj je teta odšla na lepši kraj. Vsa družina ji je poskušala razložiti, da ob izgubi nekoga, ki ga imaš rad, žaluješ in to ni isto, kot če bi izgubil neko stvar. Maja ni razumela in jim je očitala, da se jim teta Blanka nič ne smili, ampak se smilijo sami sebi ter odšla v svojo sobo.
Tine in žoga - Tine je imel staro nogometno žogo, katere se je naveličal že njegov starejši brat Miha. Tinetu je prišlo na misel, da bi naredil žogo drugačne oblike. Ko je to povedal Mihi, se mu je ta le posmehoval, zato se je odločil, da bo dokazal bratu, da se moti. Iz stiroporja, ki ga je dobil od novega televizorja, je naredil novo žogo in jo pokazal Mihi. Bila je ploščate oblike. Poskusil jo je brcniti. Moral je naredit kar nekej poskusov, preden jo je zadel. Miha se mu je samo posmehoval. Tine se je domislil, da bi jo lahko potiskal s palico in bil ves ponosen nase. Starejši brat pa mu je razložil, da je že nekdo izumil to igro in da se imenuje hokej.
Počitnice, najlepši čas - Družina se je odpravila na počitnice na morje. Vzeli so veliko stvari, ki se potrebujejo na morju: od podvodne maske, plavuti, do napihljive blazine in še marsičesa. Hitro so napolnili avto, tudi zadnje sedeže. Tako sta morala Tine in Maja sedeti skupaj na polovici sedeža. Kmalu je Maja obtožila Tineta, da ima več prostora kot ona. Kasneje je Maji postalo slabo in pobruhala je brata, ker je bil nesramen do nje. Zvečer je mama ugotovila, da je Maja dobila sončarico in zdravnik je predlagal ležanje v senci. V nekaj dneh je ozdravela. Z velikim veseljem je odhitela k vodi. Ker pa ni pazila, je padla in si razbila koleno. Tako je morala spet počivati in kmalu je bilo dopusta konec.